# Nick Noonan
Nicholas Murphy Noonan (né le 4 mai 1989 à Poway, Californie, États-Unis) est un joueur de deuxième but et de joueur de champ intérieur de baseball.

## Carrière
Joueur dans une école secondaire de San Diego en Californie, Nick Noonan est un choix de première ronde des Giants de San Francisco en 2007. Trente-deuxième joueur sélectionné au total par un club de la MLB, il est un choix que les Giants obtiennent en compensation de la perte au profit des Mets de New York de l'agent libre Moisés Alou. Noonan est mis sous contrat par les Giants et renonce à son engagement à l'université de Clemson pour devenir professionnel.
Noonan est joueur de deuxième but et arrêt-court dans les ligues mineures, où il évolue six ans avant d'obtenir sa première chance dans les majeures. Il fait ses débuts avec San Francisco le 3 avril 2013 comme frappeur suppléant face aux Dodgers de Los Angeles. Il réussit son premier coup sûr au plus haut niveau le 7 avril suivant face au lanceur Joe Kelly des Cardinals de Saint-Louis. Il maintient une moyenne au bâton de ,219 avec 23 coups sûrs et 5 points produits en 62 matchs des Giants en 2013. Il devient agent libre après une année 2014 passée dans les mineures chez les Grizzlies de Fresno. 
Il est de retour chez les Giants en septembre 2015 et dispute 14 matchs avec le club, frappant notamment son premier coup de circuit dans les majeures le 30 septembre 2015 aux dépens du lanceur Joel Peralta des Dodgers de Los Angeles.
Le 8 février 2016, il est mis sous contrat par les Padres de San Diego et joue 7 matchs avec eux en 2016.